# Coracine ornée
Cephalopterus ornatus
Espèce
Statut de conservation UICN

 LC  : Préoccupation mineure
Statut CITES
La Coracine ornée (Cephalopterus ornatus), également appelée Céphaloptère orné ou Oiseau-ombrelle, est une espèce de passereaux de la famille des cotingidés.
Cet oiseau vit en Amazonie.

## Description
Cet oiseau présente un plumage distinctif sur la tête. Il possède également sous le cou un sac de peau emplumé pouvant atteindre 20 centimètres de long.